# Seilbahn Bürgeralpe

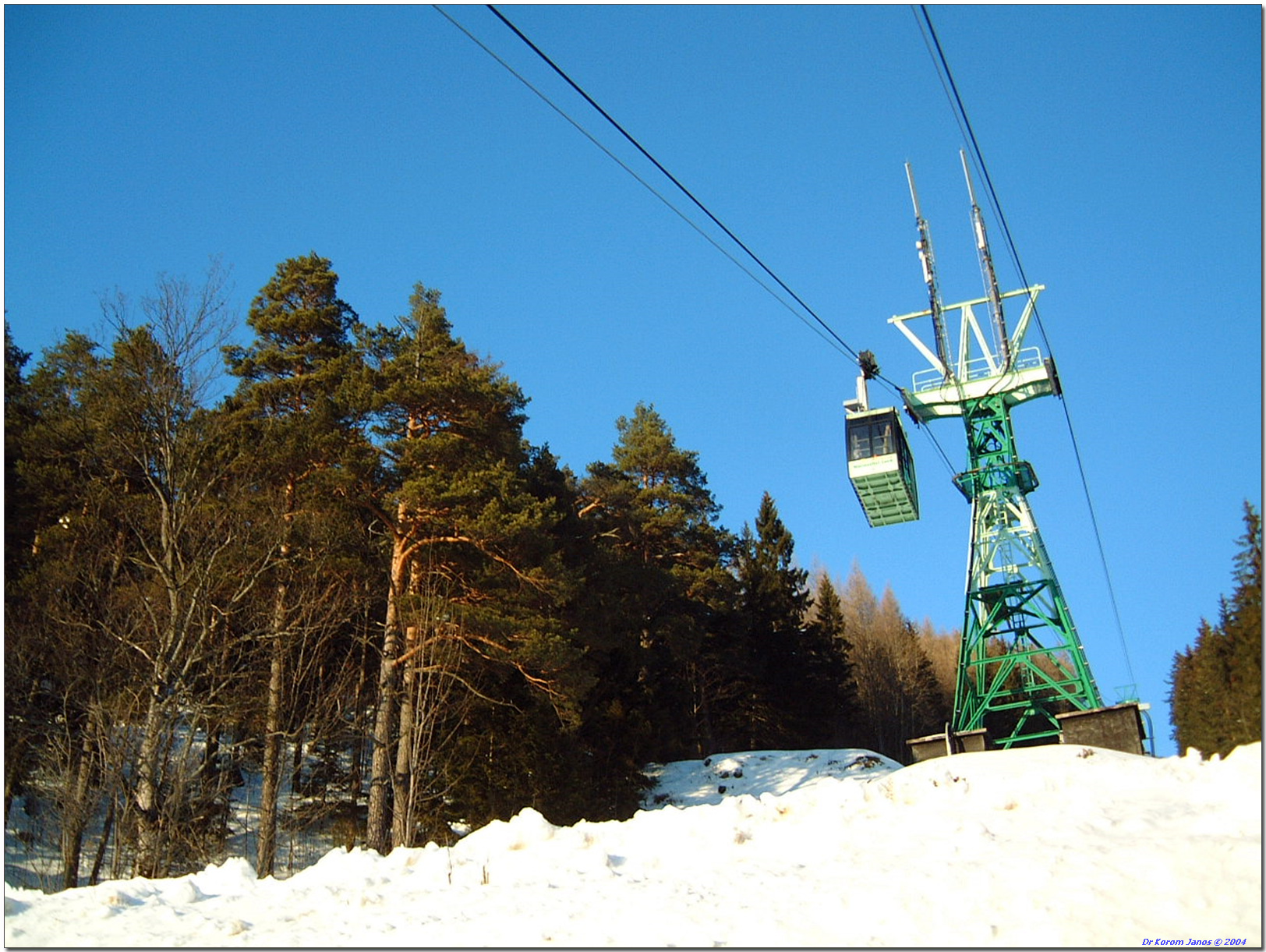
Eine Gondel erreicht die Talstation (2004)

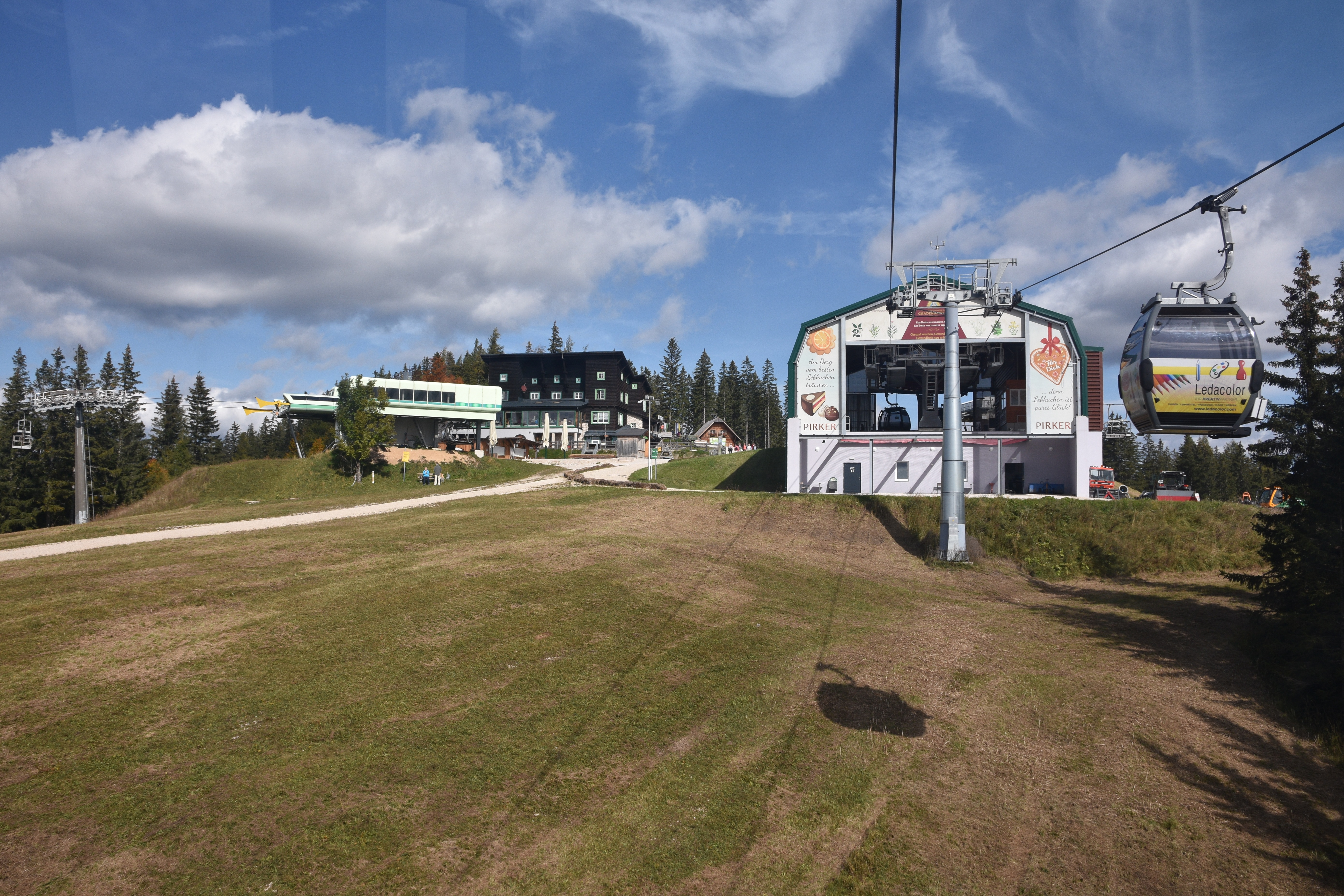
Bergstation seit 2019

Die Seilbahn auf die Bürgeralpe ist die älteste Luftseilbahn der Steiermark. Sie wurde am 5. Februar 1928 als Pendelbahn eröffnet und 2018/19 zur Einseilumlaufbahn umgebaut. Ihre Talstation befindet sich direkt im Wallfahrtsort Mariazell.
Sie wird betrieben von der Gemeindeeigenen Mariazeller Bürgeralpe Seilbahnbetriebs GmbH und kooperiert mit der Niederösterreichische Verkehrsorganisationsges.m.b.H. (NÖVOG).

## Geschichte

### Vorgeschichte und Planung
Mit der Eröffnung der Mariazellerbahn im Jahr 1907 stieg der Pilgerverkehr nach Mariazell in ungeahnte Höhen und es begann die touristische Erschließung der Region Mariazeller Land. Bereits um 1910 gab es Projekte, den Hausberg Bürgeralpe des damals bereits über die Landesgrenzen hinweg bekannten Wallfahrtsortes mit einer elektrischen (Zahnrad-)Bahn zu erschließen.
Mitte der 1920er Jahre brach ein regelrechter Seilbahn-Boom in Österreich aus, erste Personenseilbahn des Landes war die Raxseilbahn (1926). Nun sahen die Proponenten der Erschließung der Mariazeller Bürgeralpe die Möglichkeit, ihr Projekt durch eine Seilschwebebahn einfach und relativ günstig zu realisieren. 1926 begannen die Vorarbeiten zur Errichtung der Bahn, deren Planung und Ausführung der Wiener Förderanlagen Bau- und Betriebs - Aktiengesellschaft (Fabbag) übertragen wurde. Seinerzeit wurde besonders betont, dass die Seilbahn als einzige zur Gänze von österreichischen Ingenieuren und Firmen geplant und ausschließlich „unter Verwendung inländischer Materialien und Arbeitskräfte“ errichtet wurde. Die anderen österreichischen Seilbahnen jener Zeit wurden hingegen vom deutschen Unternehmen Adolf Bleichert & Co. aus Leipzig gebaut. Zum Zeitpunkt der Fertigstellung der Bahn war die Fabbag allerdings bereits mit dem deutschen Seilbahnhersteller Julius Pohlig AG fusioniert.

### Bau und Eröffnung

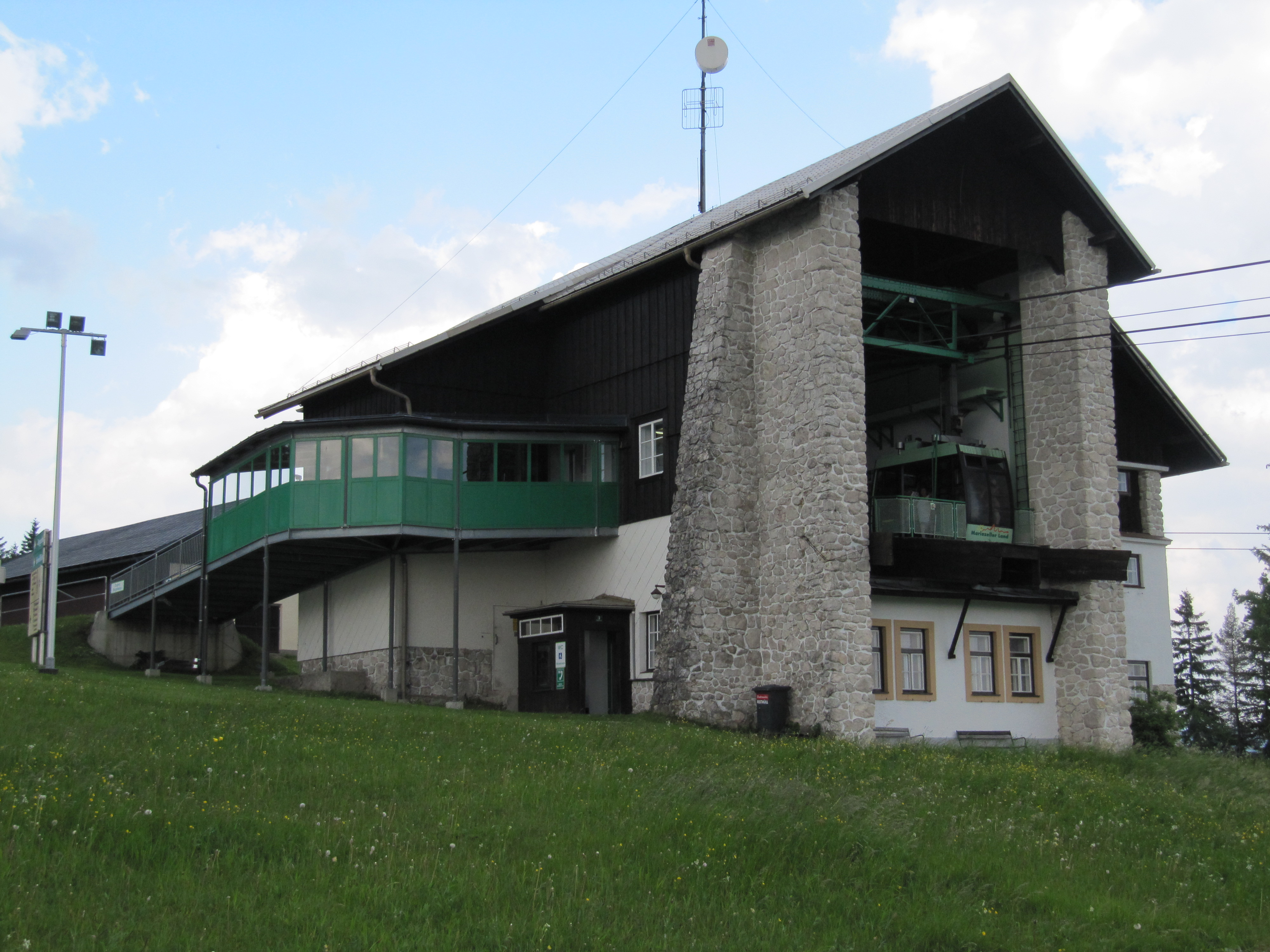
Bergstation Bürgeralpe (1928–2019)

Die Bahn wurde als erste Seilbahn in Österreich nach dem Bremsseil-System der Fabbag gebaut, bei dem zusätzlich zum Tragseil und dem Zugseil noch ein eigenes Bremsseil vorhanden ist. Bei einem etwaigen Riss des Zugseiles konnten die Wagen sich mittels Bremsbacken am Bremsseil festklemmen und so sicher in die Stationen geführt werden. Das 52,5 mm starke Tragseil wurde jeweils in der Bergstation verankert und mit einem Gewicht von 39.000 kg gespannt. Das Zugseil besaß einen Durchmesser von 24 mm, das Bremsseil 27 mm. Die Seile produzierte die St. Egydyer Eisen- und Stahlindustriegesellschaft aus dem nahen St. Aegyd am Neuwalde. Die mit einer Telefonleitung verbundenen Stationsgebäude wurden vom Mariazeller Haus-Architekten Rudolf Frass, einem Schüler Otto Wagners, entworfen. Die stählernen Stützen wurden von Waagner-Biro geliefert, der maschinelle Teil des Antriebes von Voith St. Pölten. Die elektrische Ausrüstung der Bahn stammte von ELIN und bestand aus zwei je 48 PS starken Gleichstrommotoren in Ward-Leonard-Schaltung, welche über Kupplungen und ein gemeinsames Vorgelege die Treibscheiben antrieben. Den Strom lieferte die niederösterreichische NEWAG, er wurde in der Bergstation von 3 kV auf die zum Betrieb notwendigen 380 V heruntertransformiert. Die beiden Leichtmetall-Kabinen boten jeweils 23 Fahrgästen (davon 8 Sitzplätze) und dem Wagenführer Platz und liefen auf achträdrigen Laufwerken.
Als Ausgangspunkt wurde die Wienerstraße in der Nähe der Basilika Mariazell bestimmt. Die Bahnlänge betrug 1.392 m, die größte Steigung (vor Stütze I) betrug 62 %. Die mittlere Steigung betrug 26 %, der Höhenunterschied zwischen Berg- und Talstation wurde mit 362 m angegeben. Die Talstation Mariazell lag auf 878 m Seehöhe und die Bergstation Bürgeralpe auf 1.254 m ü. A. In unmittelbarer Nähe zur Bergstation wurde von Architekt Rudolf Frass auch das Berghotel Bürgeralpe errichtet, welches bis heute im Besitz der Seilbahn steht. Die Baukosten betrugen 1.800.000 Schillinge, welche durch das Land Steiermark, die Gemeinde Mariazell und die Österreichische Eisenbahn-Verkehrs-Anstalt finanziert wurden.
Am 5. Februar 1928 wurde die Mariazeller Seilschwebebahn als siebente österreichische Seilbahn feierlich eröffnet. Einer der Festgäste war der damalige Handelsminister Hans Schürff.

### Betrieb und Modernisierung
Die Seilbahn wurde nach dem Zweiten Weltkrieg und zuletzt 2002 von der Südtiroler Firma Leitner AG umfassend modernisiert. Beim letzten Umbau wurde die Talstation vollkommen neu gebaut, die Technik komplett modernisiert und zwei neue, je 24 Personen fassende Gondeln von Swoboda-Carvatech angeschafft. Die Bahnlänge war nun mit 1.459 m angegeben, die maximale Neigung konnte auf 59,7 % verringert werden. Die Seile wurden von sieben Stützen getragen, welche bis auf die im Zuge des Neubaues der Talstation aufgestellten noch aus dem Eröffnungsjahr der Bahn stammten. Die Fahrgeschwindigkeit betrug nun 5,0 m/s und die Fahrzeit insgesamt 5:20 Minuten. Dennoch erwies sich die Seilbahn in den letzten Jahren mit einer Förderleistung von 240 Personen pro Stunde als wenig leistungsfähig.

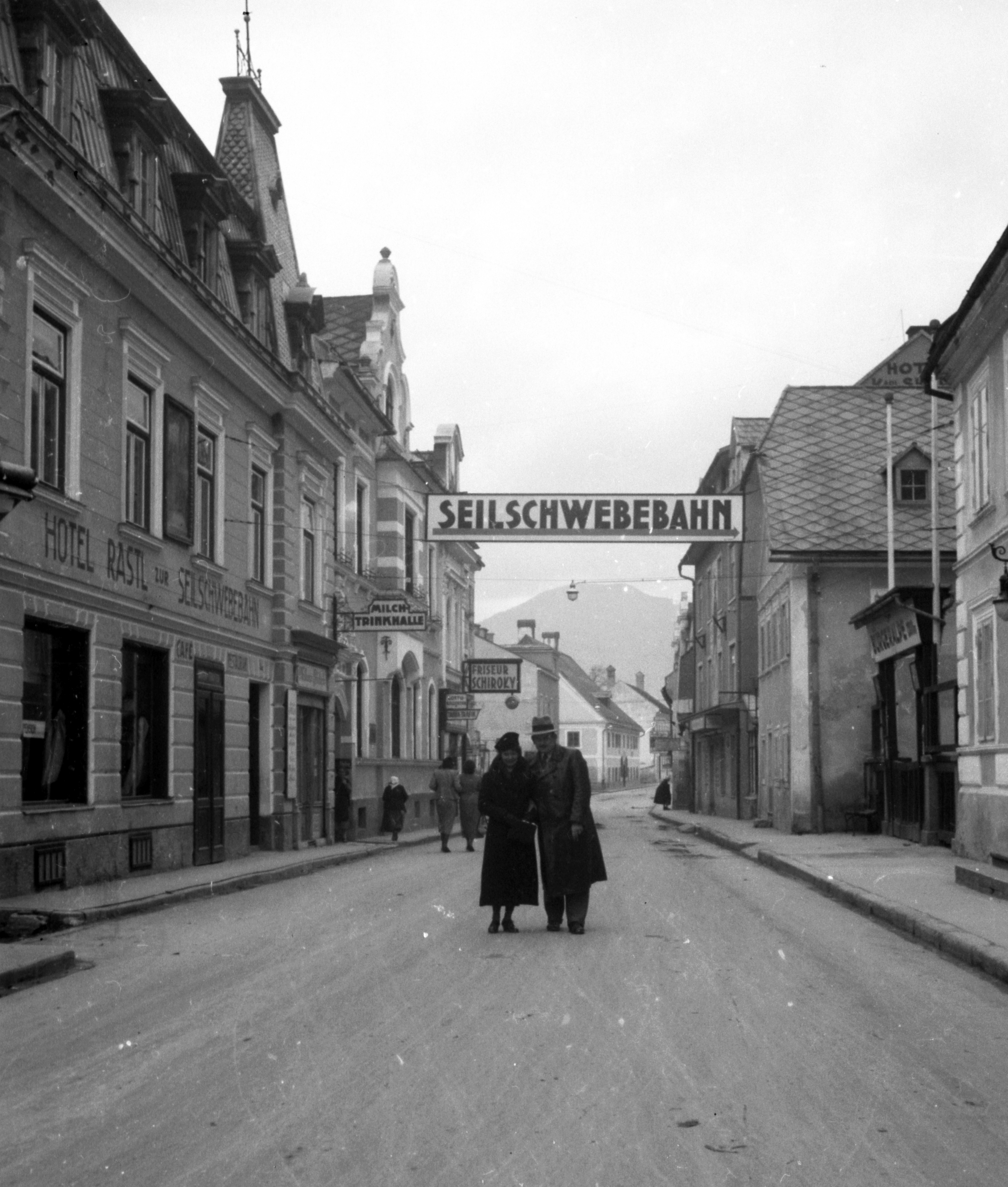
Talstation in der Wiener Straße (1936)
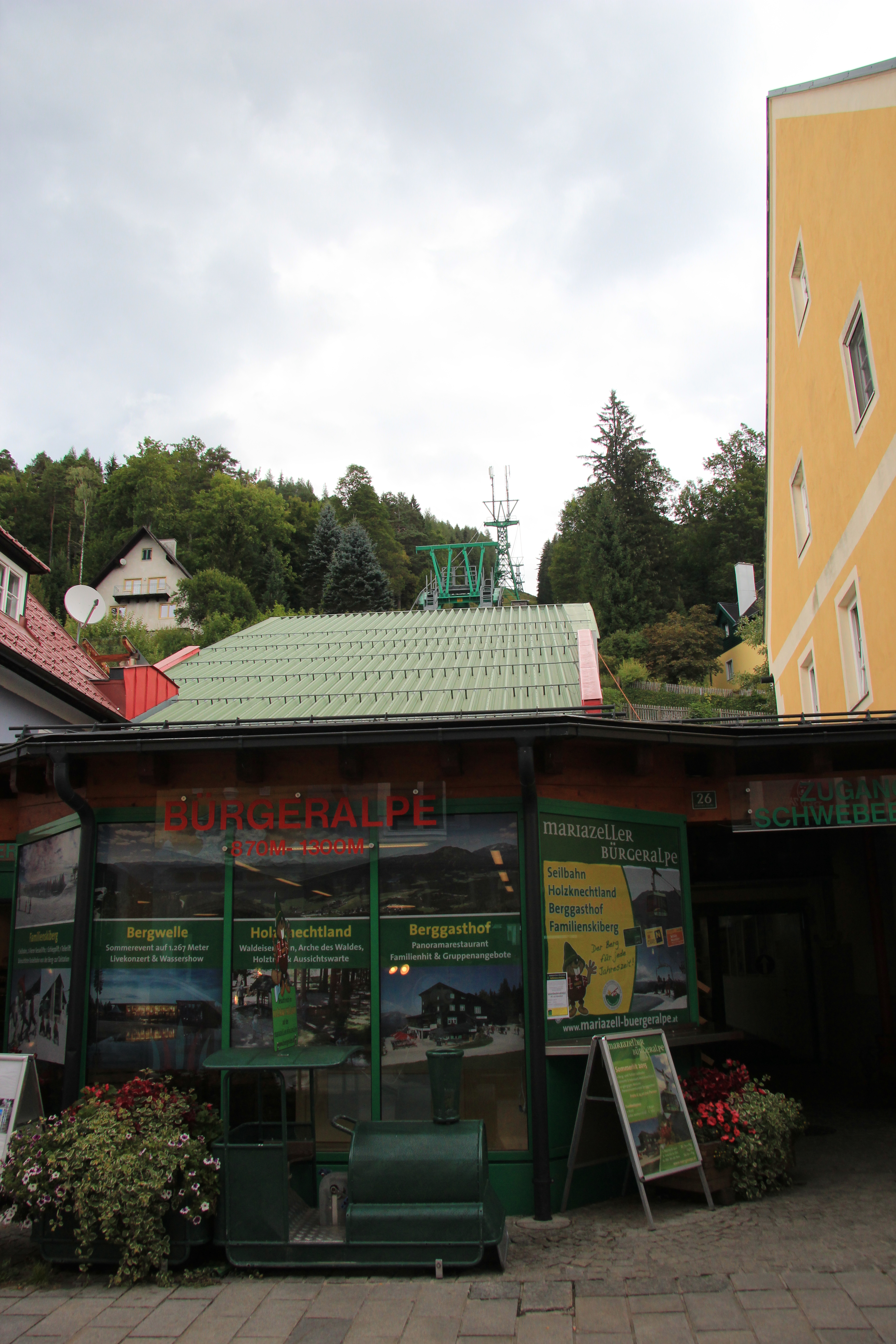
Talstation (2002–2019)
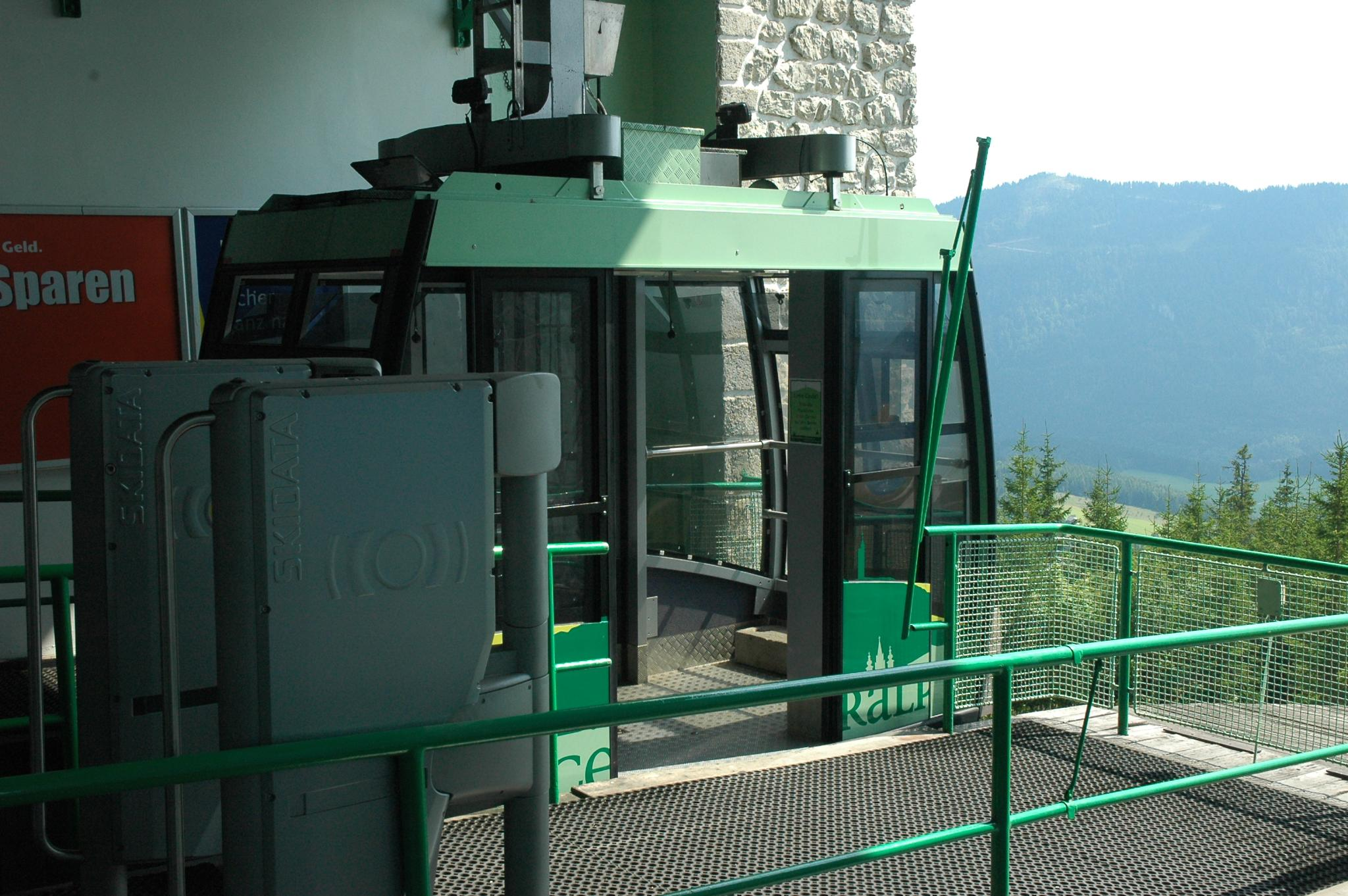
Gondel in der Bergstation (2009)
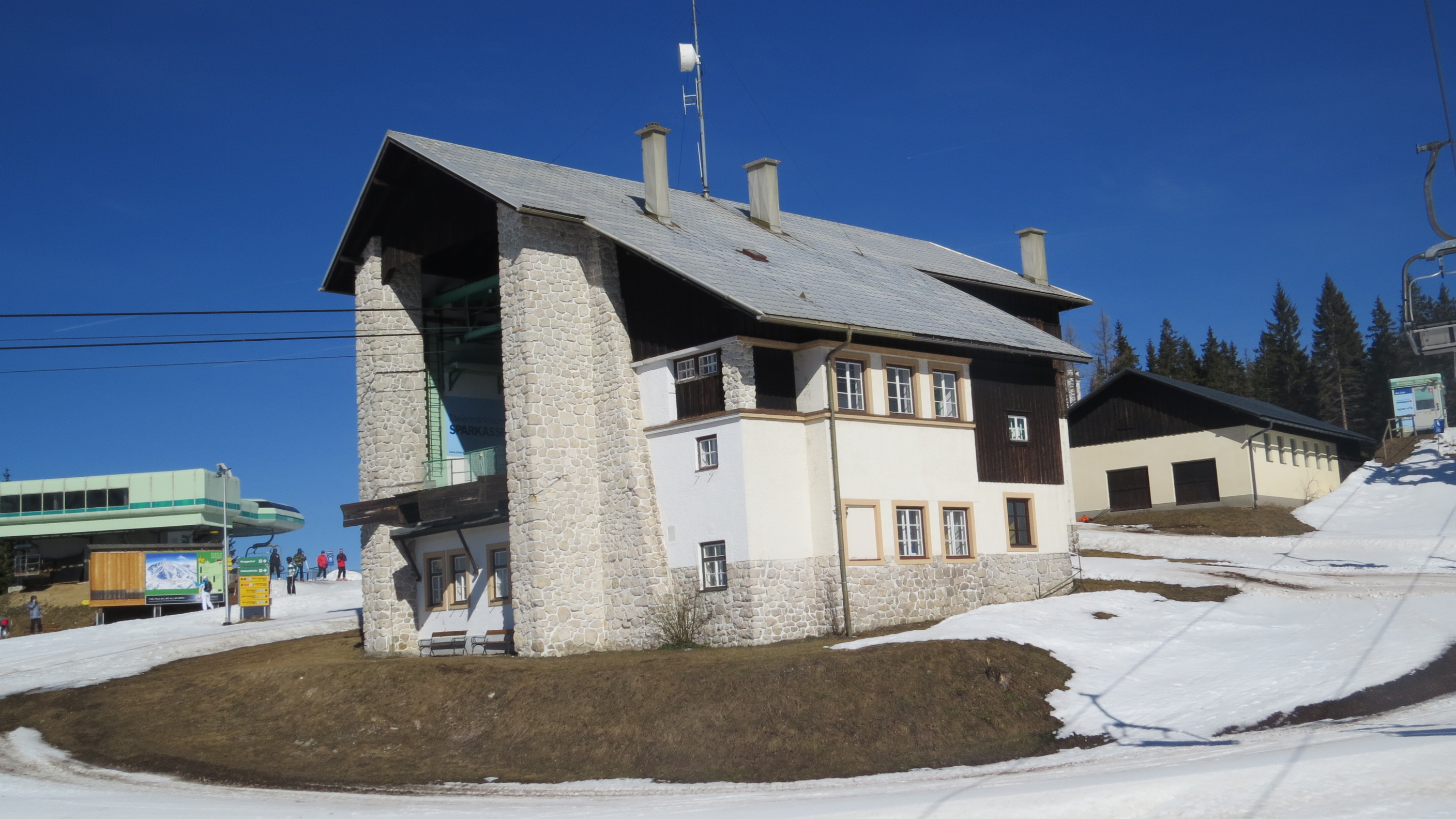
Gebäude der Bergstation (2017)
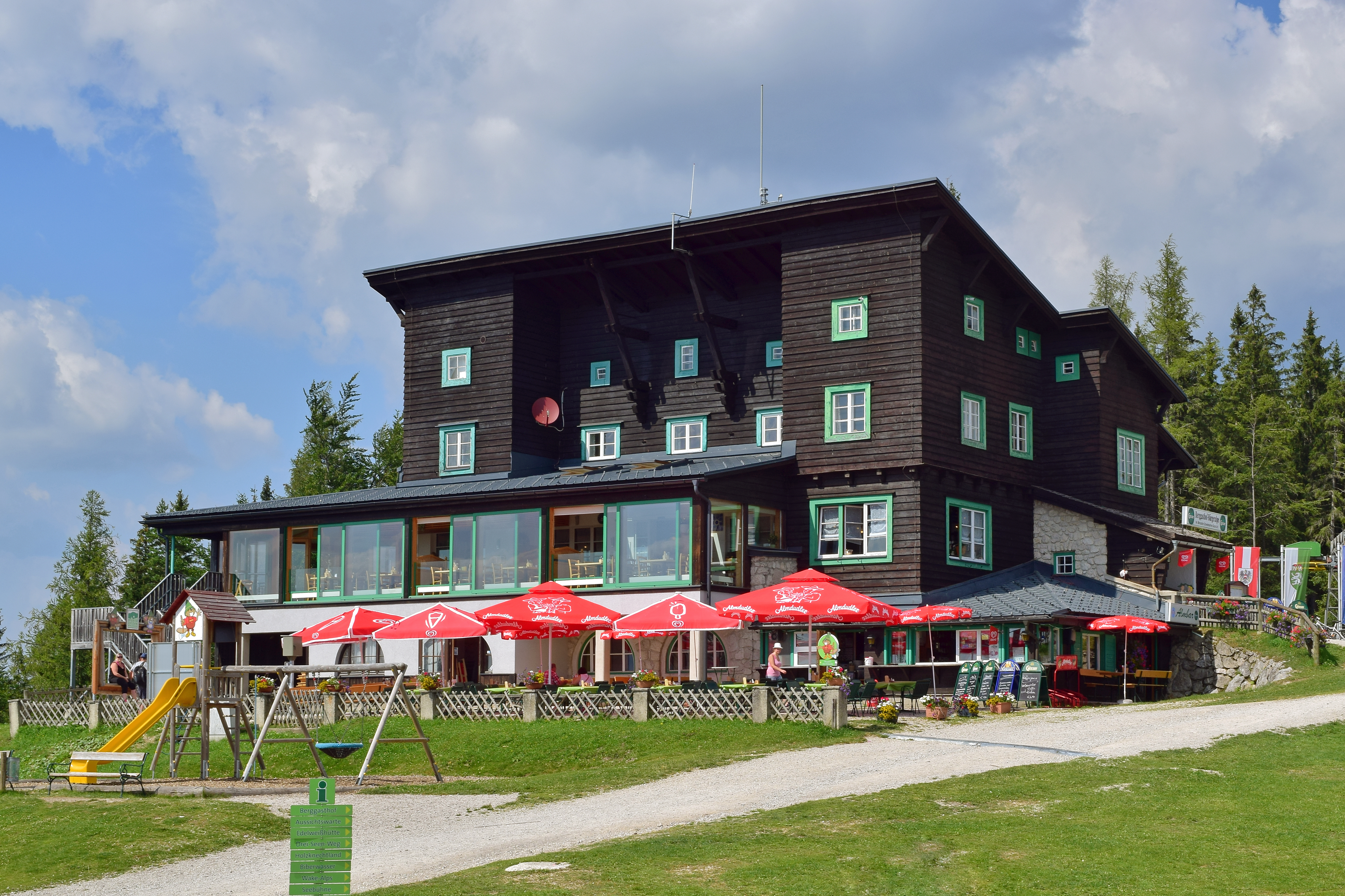
Berggasthof Bürgeralpe von Rudolf Frass (ehemals Hotel)
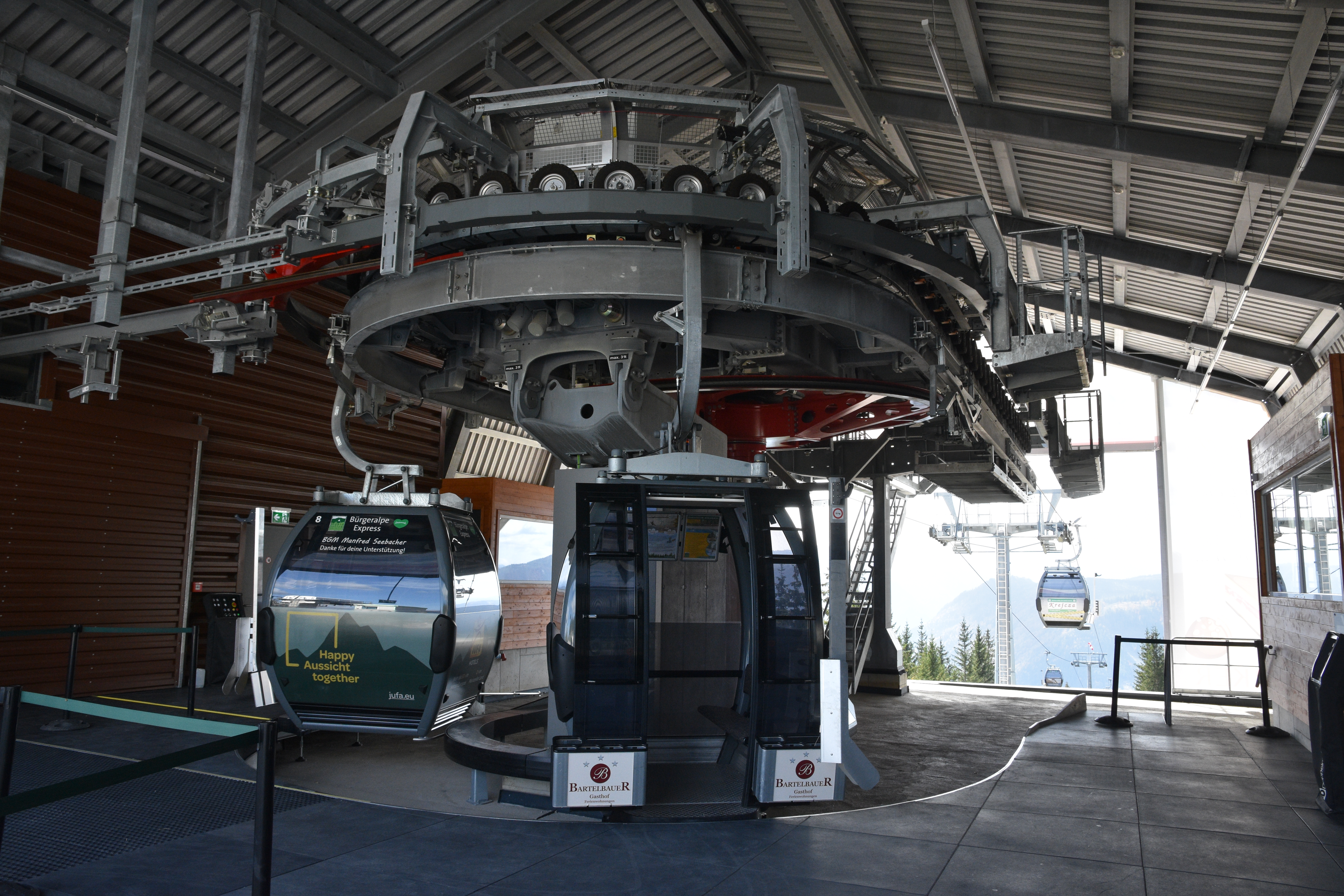
Die neue Seilbahn (2019)

## Neubau der Bahn

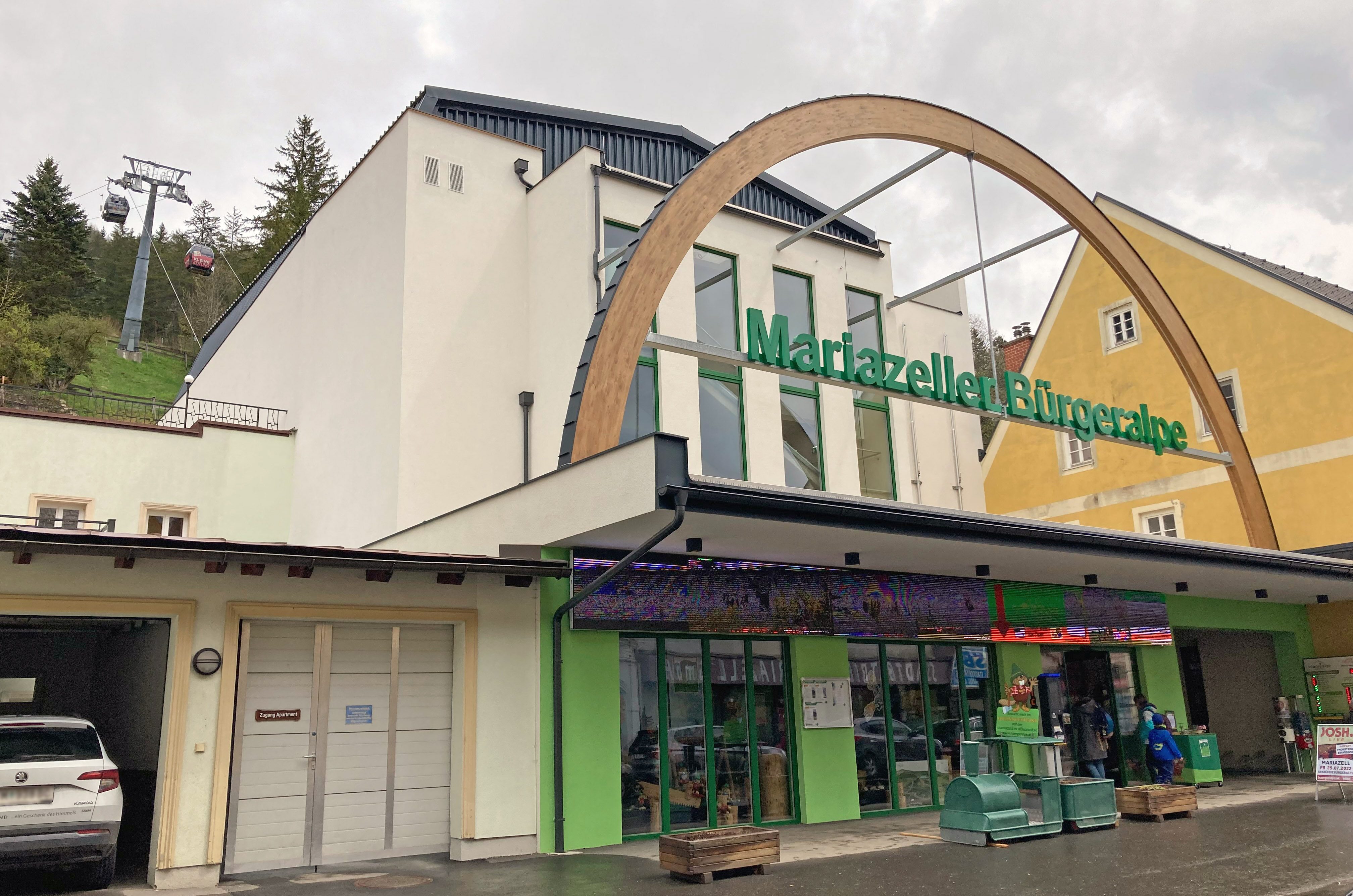
Talstation der neuen Einseil-Umlaufbahn auf die Bürgeralpe (2022)

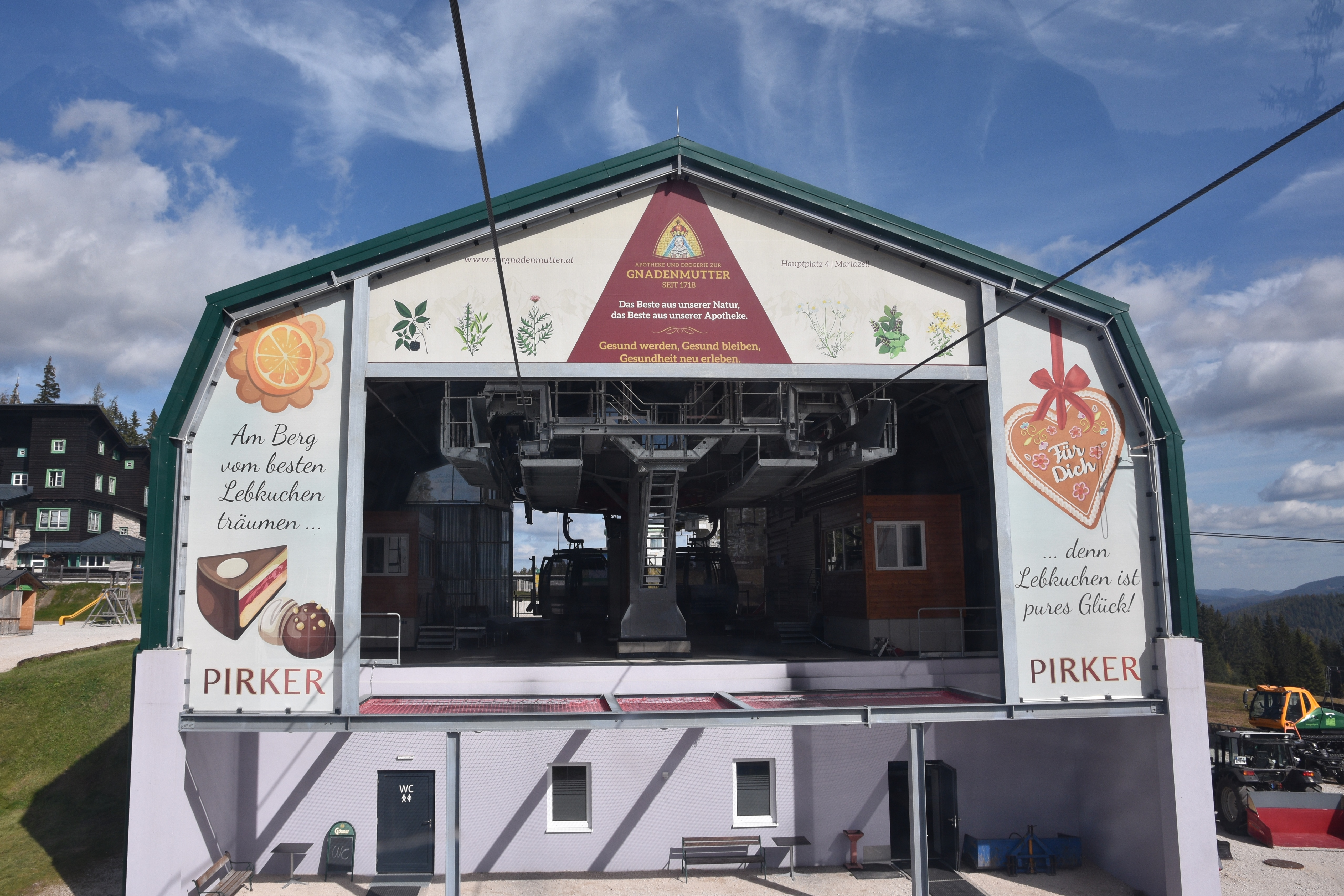
Die neue Bergstation

2018 lief die Konzession der Bürgeralpen-Seilbahn nach 90 Jahren Betrieb endgültig aus. Dies wurde zum Anlass genommen, eine vollkommen neue Einseil-Umlaufbahn zu errichten. Zum Abschied der alten Pendelbahn gab es einen musikalischen Abend im Berggasthof, die allerletzte Fahrt am 31. Oktober 2018 wurde versteigert.
Sowohl Tal- als auch Bergstation wurden in der Folge vollkommen neu gebaut, wofür die alte, 1928 errichtete Bergstation abgerissen wurde. Die neue Seilbahn wurde binnen 187 Tagen von Doppelmayr errichtet und mit insgesamt 21 je 8 Personen Platz bietenden Gondeln ausgestattet, womit nun pro Stunde 800 Personen befördert werden können. Die Neuerrichtung der Seilbahn kostete rund 9 Millionen Euro. Am 7. Dezember 2019 wurde der neue „Bürgeralpe-Express“ im Beisein von Landeshauptmann Hermann Schützenhofer feierlich eröffnet. Die Betreibergesellschaft änderte anlässlich des Neubaues den schon leicht antiquiert klingenden Namen Mariazeller Schwebebahnen Ges.m.b.H. in Mariazeller Bürgeralpe Seilbahnbetriebs GmbH.